# 洛萨德洛维斯波
洛萨德洛维斯波，是西班牙巴伦西亚自治区巴伦西亚省的一个市镇。总面积12平方公里，总人口488人（2001年），人口密度41人/平方公里。